# Catherine-Renée d'Autriche
L'archiduchesse Catherine-Renée d'Autriche (4 janvier 1576 – 29 juin 1599) est un membre de la Maison de Habsbourg.
Elle est la fille de l'Archiduc Charles II d'Autriche-Styrie, fils de l'Empereur Ferdinand Ier, et de Marie-Anne de Bavière. Son frère aîné est  Ferdinand II, qui devient Empereur du Saint Empire romain en 1619.

## Biographie
Née à Graz comme ses frères et sœurs, Catherine-Renée est atteinte de prognathisme. Les négociations de son mariage avec Ranuce Ier Farnèse, Duc de Parme étaient en cours lorsqu'elle décède à l'âge de vingt-trois,. Elle est enterrée à l' Abbaye de Seckau